# Verkehrsmenge
Die Verkehrsmenge (englisch traffic volume) ist in der Verkehrswissenschaft die Anzahl der Fahrzeuge, die in einem bestimmten Zeitintervall einen Verkehrsweg befahren. In der Nachrichtentechnik ist die Verkehrsmenge ein Maß für die Benutzung von Kommunikationssystemen.
In beiden Fachgebieten ist die Verkehrsmenge eine Kennzahl, die zur Beurteilung des Verkehrs herangezogen wird. Aus ihr ergibt sich der Auslastungsgrad des Verkehrsnetzes oder eines Funk- und Leitungsnetzes.

## Verkehrswissenschaft
Die Verkehrsmenge gibt an, wie viele Verkehrsobjekte (etwa Fahrzeuge) eine bestimmte Wegstrecke pro Zeitintervall in beiden Richtungen passieren. Das Zeitintervall kann beispielsweise eine Stunde sein, so dass die Einheit „Fahrzeuge pro Stunde“ lautet.
Die Verkehrsmenge pro Zeitintervall ist auch abhängig von der mittleren Geschwindigkeit, woraus sich die Verkehrsdichte ermitteln lässt. Nimmt die Verkehrsdichte zu, ermäßigt sich die Geschwindigkeit und umgekehrt. Bei Geschwindigkeitsbegrenzungen (30 km/h oder 50 km/h) und konstanter Verkehrsmenge erhöht sich die Verkehrsdichte. Dies führt zu Verkehrsstaus und höheren Staukosten. Dabei muss jedoch die Art der Kraftfahrzeuge untersucht werden. Es ist plausibel, dass die Staukosten höher sind, wenn zehn Lastkraftwagen anstatt zehn Personenkraftwagen unterwegs sind. Deshalb ist die Verkehrsmenge die nach Kraftfahrzeugarten „aufgeschlüsselte Zahl der Fahrzeuge, die einen Straßenquerschnitt pro Zeiteinheit … in einer Richtung durchfährt“.
Als Verkehrsmenge {\displaystyle VM} bezeichnet man in der Verkehrswissenschaft eine Menge an ortsverändernden Objekten („Verkehrselementen“) {\displaystyle VE}.
Diese Objekte können technische Einheiten wie Fahrzeuge, Flugzeuge oder Schiffe sein, aber auch Personen oder Gütermengen. Bezieht man sich speziell auf die beiden letztgenannten Verkehrsmengen, so wird von Verkehrsaufkommen gesprochen. Abgeleitet von der Verkehrsmenge wird die Verkehrsarbeit {\displaystyle VA}:
{\displaystyle {\text{VA}}={\text{VM}}\cdot s}
(mit {\displaystyle s} = Strecke), die Verkehrsstärke {\displaystyle VS}:
{\displaystyle {\text{VS}}={\frac {\text{VM}}{t}}}
mit {\displaystyle t=} (Zeit), sowie die Verkehrsleistung {\displaystyle VL}:
{\displaystyle {\text{VL}}={\frac {{\text{VM}}\cdot s}{t}}}.

## Nachrichtentechnik

Verkehrsbilanz in der Nachrichtentheorie

Ausgangspunkt ist die Belegung, definiert als die Benutzung einer Vermittlungseinrichtung, Leitung oder eines Funknetzes, die damit dem Betrieb für andere Verbindungen entzogen werden. Die Verkehrsmenge in Erlangstunden ist dann die Summe der Belegungsdauern einer betrachteten Menge von Belegungen.
Berechnung
Beobachtet man ein Kanalbündel, stellt man fest, dass sich Belegungen {\displaystyle c} mit unterschiedlich langen Belegungszeiten und unterschiedlich lange Pausenzeiten abwechseln. Die Addition aller Belegungszeiten des beobachteten Kanalbündels ist die Verkehrsmenge {\displaystyle Y}. Die mittlere Belegungszeit {\displaystyle t_{m}} ergibt sich dann zu 
{\displaystyle t_{m}={\frac {Y}{c}}}.
Die Verkehrsmenge {\displaystyle Y} ist das Produkt aus der Anzahl der Belegungen {\displaystyle c} und der mittleren Belegungsdauer {\displaystyle t_{m}}:
{\displaystyle Y=c\cdot t_{m}}.

## Hohe Auslastungen
Nach dem Stand der bisherigen Unfallursachenforschung ist im Straßenverkehr davon auszugehen, dass trotz der uneinheitlicher Ergebnisse im Einzelnen der Zusammenhang zwischen der Veränderung der Verkehrsmenge einerseits und der Unfallhäufigkeit andererseits überwiegend eindeutig bzw. eindeutig kausal ist; mit zunehmender Verkehrsmenge steigt die Unfallhäufigkeit an. Bei einer Verkehrsmenge von „Null“ können folglich keine Unfälle auftreten. Übersteigt die Verkehrsmenge die Verkehrskapazität eines Verkehrsweges (Landwege, Wasserwege, Luftwege), kommt es zu Verkehrsstaus oder zum Verkehrsinfarkt.  
Verkehr (Datenverkehr) ist in der Nachrichtentechnik die Zahl gleichzeitiger Datenübertragungen. Auch Funk- oder Kabelnetze können nur bis zu ihrer Kanalkapazität genutzt werden. Wird die höchstmögliche Bitrate an Daten oder Informationen, die über einen Übertragungskanal gerade noch fehlerfrei übertragen werden können, überschritten, kommt es zu geringeren Datenübertragungsraten oder Netzstörungen. Das zeigt sich im Einzelfall beispielsweise bei der Telefonie. Ruft der Absender einen bereits anderweitig telefonierenden Empfänger an, ertönt ein Besetztzeichen.  